# Two Cars in Every Garage and Three Eyes on Every Fish
«Two Cars in Every Garage and Three Eyes on Every Fish» —titulado «Dos coches en cada garaje y tres ojos en cada pez» en España y «Dos autos en cada cochera y tres ojos en cada pez» en Hispanoamérica— es el cuarto episodio de la segunda temporada de la serie animada Los Simpson, estrenado el 1 de noviembre de 1990 en la cadena estadounidense FOX. En él, Bart pesca un pez de tres ojos en un río cercano a la central nuclear. Esto causa que la instalación sea inspeccionada y, para prevenirla de un cierre, el Sr. Burns decide presentarse como candidato a gobernador. Después de una dura campaña en la que se observa el ascenso de Burns desde que era una persona totalmente odiada a estar muy empatada con la dirigente en el cargo, Mary Bailey, se toma la decisión de que el candidato vaya a cenar con un empleado aleatorio la noche previa a las elecciones. El elegido resulta ser Homer, pese al disgusto de Marge.
Sam Simon y John Swartzwelder fueron los guionistas del episodio, mientras que Wes Archer se encargó de su dirección. Fue el primero que se produjo para la segunda temporada, con la intención de que fuese el primero en estrenarse, pero fue reemplazado por «Bart Gets an "F"», debido a la popularidad de Bart al principio de los años 1990. Asimismo, en el capítulo destacan numerosas referencias a varias películas americanas, mayoritariamente Citizen Kane (1941), con Burns en la piel de Charles Foster Kane. Por su parte, Mary Bailey tiene el mismo nombre que la esposa de Goerge Bailey en la película de 1946, Qué bello es vivir.
Varios periodistas han descrito el episodio como una sátira de las políticas estadounidenses y el ecologismo. Es más, en 1991 ganó un Environmental Media Award por ser el episodio de televisión de aquel año con mejor temática medioambiental. Desde su lanzamiento inicial, Blinky, el pez de tres ojos, ha sido mencionado numerosas veces en artículos de prensa sobre los residuos radioactivos y las mutaciones. Además, el capítulo gozó de un número importante de críticas favorables por sus sátiras sobre políticas estadounidenses. Adquirió una puntuación Nielsen de 15.8 y fue el programa mejor valorado de la FOX en la semana de su estreno.

## Sinopsis
Bart y Lisa acuden a pescar aguas abajo de la central nuclear, cuando el reportero de El Comprador de Springfield —el periódico local—, Dave Shutton, se para a observar cómo atrapan un pez de tres ojos, apodado «Blinky» —«Guiñitos» en España— por los medios de comunicación. El pez copa todos los titulares de la prensa, lo que hace que el gobierno estatal envíe un comité regulatorio a investigar los residuos nucleares provenientes de la planta, y que podrían ser los responsables de su mutación. Tras la inspección, el propietario de la central, el Sr. Burns, recibe un informe con 342 violaciones, cuyos arreglos costarían 56 millones de dólares. Consternado, Burns habla con su empleado Homer, quien a regañadientes le sugiere que se presente a gobernador y así poder cambiar las normas y evitar que le cierren el negocio. Burns se lanza a la idea, a sabiendas de que así jamás tendrá que volver a pagar por poner su planta al día.
En consecuencia, los consejeros políticos de Burns le informan de que es tremendamente despreciado por mucha gente, por lo que es forzado a intentar ser más amigable e incluso sonreír. Por ello, en primer lugar, Burns realiza un anuncio en televisión discutiendo con un actor que hace de Charles Darwin acerca de Blinky, quienes coinciden en que se trata de un paso evolutivo y no una mutación. Después de prometer bajar los impuestos y hacer una campaña difamatoria contra la actual gobernadora, Mary Bailey, Burns empata con ella en las encuestas. En la noche anterior a las elecciones, los consejeros sugieren que Burns cene en el hogar de una familia de clase media para tener más oportunidades de ponerse líderes, por lo que comienzan a buscar entre sus empleados al hombre más promedio que encuentren, quien resulta ser Homer.
La inminente cena con Burns divide a los miembros de la familia Simpson, ya que Homer apoya a Burns, mientras que Marge y Lisa se oponen. Antes de que empiece, los consejeros políticos de Burns preparan a la familia para el acontecimiento, incluso dándoles preguntas escritas para que se las hagan al candidato durante la conversación. Lisa se siente desilusionada por todo lo que está sucediendo, pero Marge le calma. Para sorpresa de todos los presentes, Marge sirve como cena a Blinky, algo que en principio no le preocupa a Burns, pero finalmente se ve incapaz de comerse un pedazo y acaba escupiéndolo. Todas las cámaras capturan el trozo escupido mientras cae y, tan pronto como toca el suelo, toda la prensa se va y su campaña se disuelve. Bailey gana las elecciones y los Simpson vuelven a estar unidos felizmente.

### Temáticas
Algunos periodistas han descrito «Two Cars in Every Garage and Three Eyes on Every Fish» como una sátira de las políticas americanas. Joanne Ostrow, crítica para The Denver Post, dijo que solo un dibujo animado podría escabullirse con «una sátira tan mordaz» de la campaña y propaganda política estadounidense que destaca en el episodio. Concluyó comparándolo con las series de televisión con una «postura contracultural» como Second City Television y Saturday Night Live que salieron a mediados de los años 1970: «En aquellos días, este tipo de punto de vista alternativo no lo dejaban poner en horario central. [En el caso de Los Simpson], todavía [este tipo de punto de vista] está relegado a una (distante) cuarta cadena, pero al menos el horario es de máxima audiencia». Por su parte, Jeremy Kleinman de DVD Talk comentó: «Los guionistas de Los Simpson a menudo han dado la impresión de ser descaradamente progresistas y este episodio no es la excepción, ya que una crónica político-social da un paso más hacia el primer plano —que se hace destacar—». Al Jean, showrunner del programa, ha admitido en una entrevista que la serie es de «inclinación progresista». De hecho, en los comentarios en DVD de la temporada, el creador Matt Groening y la mayoría del personal que trabaja en Los Simpson manifiestan en varias ocasiones que son muy progresistas, pero algunos, como John Swartzwelder —escritor de muchos de los episodios—, son conservadores. La serie retrata al gobierno y a las grandes corporaciones como entidades crueles que se aprovechan del trabajador corriente. De este modo, los guionistas representan a las figuras de autoridad bajo una luz poco halagadora, ya que se pueden ver políticos corruptos, pastores como el reverendo Lovejoy que son indiferentes a sus feligreses o un cuerpo de policía local incompetente.

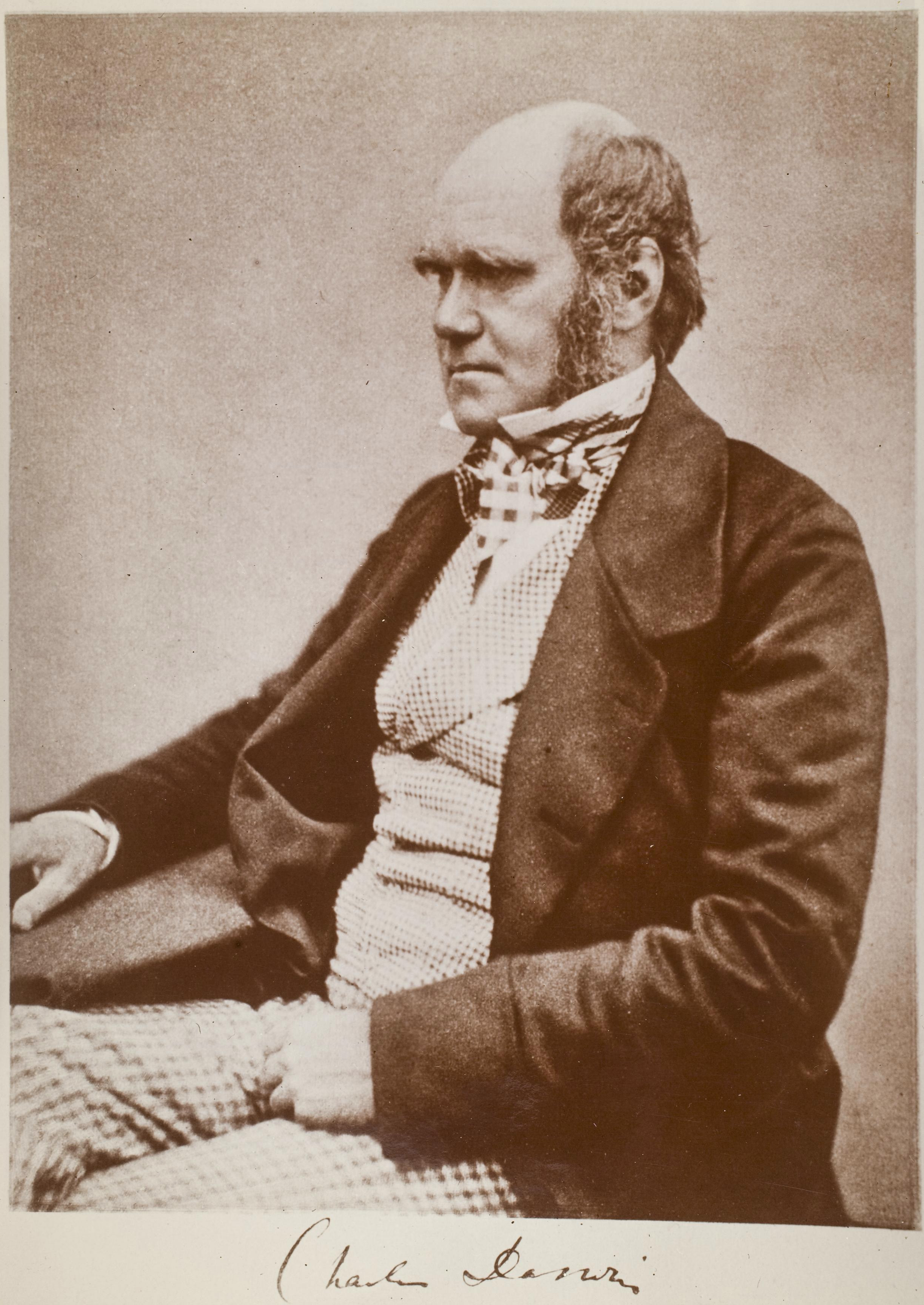
La teoría de la selección natural de Charles Darwin es mencionada en el episodio.

En el episodio también destaca la temática medioambiental, que está presente en la contaminación de la central nuclear sobre el lago Springfield que hace que el pez mute. El profesor de Física y Matemáticas de la Universidad de Ciencias en Filadelfia, Paul Halpern, analiza el episodio en su libro What's Science Ever Done for Us?: What the Simpsons Can Teach Us About Physics, Robots, Life, and the Universe, donde comentó: «Considerando el hecho de que [la teoría de Charles Darwin sobre] la selección natural necesita generaciones y que las variantes exitosas deben tener una ventaja de supervivencia sobre otras, lo único que puede hacer el Sr. Burns para probar su aseveración [de que el pez es el paso siguiente en la evolución mediante la selección natural] es monitorizar a través del tiempo a Blinky para ver si el tercer ojo permite al pez mutante encontrar comida más rápido o evitar depredadores». Por otro lado, Mark Meyster y Phyllis M. Japp comentan el presente aspecto medioambiental en su libro Enviropop: Studies in Environmental Rhetoric and Popular Culture, donde piensan que la contaminación humana está descrita como una mejora sobre la naturaleza, y que el progreso humano es visto como una parte «integral» de la evolución humana. Asimismo, añadieron: «Estas referencias articulan [un] criticismo específico de las regulaciones medioambientales actuales, específicamente la imposición laxa de las regulaciones que conciernen a los vertidos, almacenamiento seguro y la eliminación de los residuos nucleares. Además, este episodio condena la manipulación [por parte] del poder político y económico para disfrazar la responsabilidad ecológica y para echar la culpa [a otras entidades] por los problemas medioambientales». En adición, los autores dicen que en el episodio también se comenta la falta de adherencia a estándares de seguridad para la central y critica la «apática aceptación» de inspecciones no forzadas. Según ellos, también «critica explícitamente los spins de los medios de comunicación que distorsionan los impactos de la degradación ecológica causada por las corporaciones ricas como la central nuclear».

## Producción
John Swartzwelder y Sam Simon fueron los encargados de escribir el guion, mientras que la dirección corrió a cargo de Wes Archer. Blinky ya había hecho una breve aparición en el episodio de la primera temporada «Homer's Odyssey», donde se encontraba nadando en el lago cercano a la central nuclear. A los guionistas les gustó el diseño del pez, por lo que decidieron dedicarle un episodio. Mary Bailey y el reportero de El Comprador de Springfield, Dave Shuton, hicieron aquí sus primeras apariciones en la serie. Dave Shuton, interpretado por Harry Shearer, fue nombrado así por un amigo de Swartzwelder, y sus roles han sido menos relevantes desde entonces, al reducirse a cameos y en apariciones multitudinarias. Por su parte, Mary Bailey se ha dejado ver en capítulos como «Bart vs. Lisa vs. the Third Grade» o «The Seven-Beer Snitch».
Durante la primera temporada de Los Simpson, Bart rápidamente cogió mucha popularidad, fenómeno conocido como «Bartmania». Debido al éxito de la primera temporada, la FOX decidió cambiar Los Simpson a una franja horaria donde esperasen robarle audiencia al programa mejor valorado de la NBC. Así pues, la serie fue movida de las 8:00 p. m. (ET) del domingo a la misma franja pero el jueves, donde competiría con el programa de la NBC, The Cosby Show, que era el más visto en aquel entonces. «Two Cars in Every Garage and Three Eyes on Every Fish» fue el primer episodio producido para la segunda temporada, pero se transmitió primero «Bart Gets an "F"» debido a la mencionada popularidad de Bart, por lo que los productores querían que el primer episodio involucrase al niño con tal de robarle espectadores a The Cosby Show.